# Andy Partridge
Andrew John Partridge (Mtarfa, 11 novembre 1953) è un cantante, chitarrista e produttore discografico britannico.
Membro fondatore, chitarrista e cantante degli XTC insieme a Colin Moulding, ha composto circa due terzi dei loro brani. Mentre la band si era formata nel crogiuolo della musica punk e proseguita attraverso l'esperienza della new wave, la musica di Partridge attingeva fortemente da cantanti e gruppi della cosiddetta British Invasion e il suo stile si spostò gradualmente verso un pop più tradizionale, spesso con costruzioni elaborate che attingevano a diversi stili musicali e tematiche piuttosto impegnative in uno stile inizialmente incisivo, quindi bucolico e pastorale che approderà gradualmente al suo vertice in Skylarking. L'unico loro successo arrivato alla top 10 delle classifiche di vendita britanniche, Senses Working Overtime (1982), è stato scritto da Partridge. Oltre al suo lavoro con gli XTC, ha pubblicato nel 1980 un disco di dub music con lo pseudonimo di Mr. Partridge, ha partecipato ai due dischi dei loro alter ego psichedelici, i The Dukes of Stratosphear, nonché a un singolo e a un brano pubblicato in un album tributo alla band con i nomi di "Johnny Japes and his Jesticles" e "Terry and the Lovemen". Nel 2004 ha prodotto la sigla della serie televisiva statunitense Wonderfalls.
Considerato talvolta il nume tutelare del Britpop, dagli anni '80 ha collaborato nel campo della produzione discografica o compositore per molti artisti del calibro di Peter Blegvad, Harold Budd e Robyn Hitchcock, nonché The Residents, Ryūichi Sakamoto, Thomas Dolby, Joan Armatrading, The Woodentops, Doctor & the Medics, Saeko Suzuki, Veda Hille, Charlotte Hatherley, The Mission, Pugwash, Martin Newell, Terry Hall, Cathy Dennis, Heads, Slapp Happy, Shriekback, Mike Keneally e Mitch Friedman. Nel 2001 fonda una propria etichetta discografica, la Ape House Records, per la quale pubblica versioni remasterizzate degli album dello storico gruppo e, dal 2002 al 2006, diversi volumi dei suoi brani in versioni demo e alternativi come parte della serie di otto album denominati Fuzzy Warbles. Oltre al campo musicale, è inoltre un illustratore grafico, designer e collezionista di giochi da tavolo, nonché appassionato dei fumetti. È padre di due figli: Holly, cantante, chitarrista e compositrice del gruppo al femminile The SheBeats, e Harry, animatore attivo principalmente sul web. Attualmente vive a Swindon, nel Wiltshire, dove è cresciuto.

## Biografia

### Primi anni
Andrew John Partridge nasce al Mtarfa Royal Navy Hospital di Mtarfa a Malta e crebbe nella contea di Penhill a Swindon. Figlio unico, suo padre John era un segnalatore della Marina Reale britannica e sua madre Vera una commessa di farmacia. Quando era adolescente, scoprì che suo padre aveva una relazione extraconiugale e di conseguenza sua madre ebbe un esaurimento nervoso, portando al suo ricovero. Per reazione, Andy iniziò a farsi crescere i capelli e suo padre arrivò a rinnegarlo verbalmente.
Sempre nel periodo dell'adolescenza, divenne un fan di gruppi pop contemporanei come i Beatles, ma era intimorito dal processo di apprendimento della chitarra. Quando i Monkees divennero popolari, si interessò a unirsi a un gruppo musicale. Ha ricordato di aver visto il chitarrista locale Dave Gregory esibirsi in brani sullo stile di Jimi Hendrix in chiese sconsacrate e club giovanili: "Una via di mezzo tra l'Acid e lo skiffle. Pensai: "Ah, un giorno suonerò la chitarra!" Ma non pensavo di essere nella stessa band di questo ragazzo sul palco." Si affezionò in particolare ai brani di rock psichedelico come See Emily Play (1967) dei Pink Floyd, My White Bicycle dei Tomorrow (1967) e We Are the Moles dei Moles (1968). I primi dischi che comprò furono Sgt. Pepper's Lonely Hearts Club Band (1967) e The Monkees (1966).
Alla fine Partridge ebbe una chitarra, si impegnò a suonarla senza un apprendimento formale e iniziò immediatamente a scrivere canzoni. Il suo primo lavoro conosciuto, comunque, fu come disegnatore: presentò una caricatura di Micky Dolenz al concorso Draw a Monkee del periodico Monkees Monthly e vinse, utilizzando il premio di 10 sterline per acquistare un registratore della Grundig. All'età di 15 anni, scrisse la sua prima canzone, intitolata Please Help Me, e mentre si trovava allo Swindon College, assunse il soprannome di "Rocky" per aver cominciato a padroneggiare la chitarra nel brano del White Album Rocky Raccoon dei Beatles (1968). Abbandonata la scuola, formò un primo di diversi gruppi rock definiti in seguito "rumorosi e orribili" con il solo scopo di incontrare ragazze. All'inizio degli anni '70, i suoi gusti musicali erano passati "dai Monkees ad avere una grande abbuffata su questa roba d'avanguardia europea. Mi ci appassionai molto." Una delle sue prime band si chiamava "Stiff Beach", formata nell'agosto 1970. All'inizio del 1972, il gruppo di Partridge, in costante evoluzione, si stabilì in una formazione a quattro elementi chiamata "Star Park". A quel punto, aveva trovato lavoro in un negozio di dischi ed era assorbito da gruppi rock come gli Stooges, i New York Dolls, Alice Cooper e i Pink Fairies.

### Gli XTC e i Dukes of Stratosphear

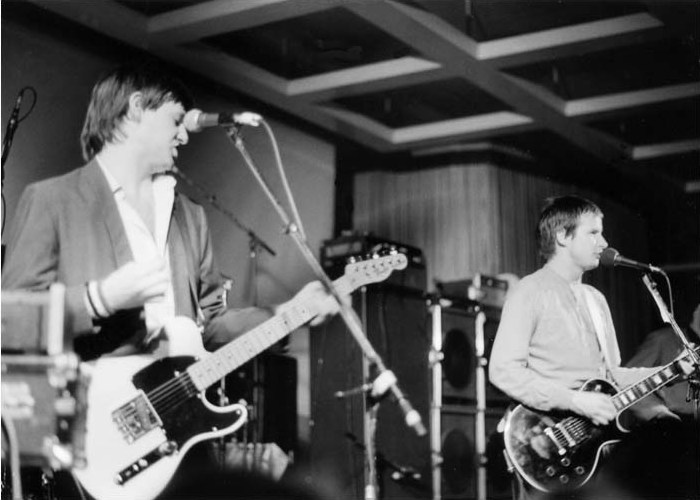
Gli XTC in una performance dal vivo (da sinistra: il chitarrista Dave Gregory e Partridge)

Alla fine del 1972, gli "Star Park" di Partridge vennero affiancati dal bassista Colin Moulding e dal batterista Terry Chambers. La band assunse il nome definitivo di XTC nel 1975 e firmò un contratto discografico per la Virgin Records nel 1977. Partridge scrisse la maggior parte delle canzoni degli XTC, era il frontman della band e il leader de facto, e secondo quanto affermato da Moulding, in genere fungeva da "produttore esecutivo" per i loro album. Le prime canzoni degli XTC da lui composte erano caratterizzate dal suo stile distintivo nel canto, qualcosa che descrisse scherzosamente come una via di mezzo tra il "lamento del tricheco" e il "singulto di foca", ma per il resto era una fusione tra il "singhiozzo" di Buddy Holly, il vibrato di Elvis Presley e gli "ululati manieristici" di Steve Harley. In seguito liquidò la maggior parte della sua produzione iniziale definendole come "canzoni premature costruite attorno a giochi di parole unite a questa roba elettronica".
Mentre gli XTC erano considerati uno dei tanti gruppi punk in formazione, la musica di Partridge si basava fortemente su cantanti e gruppi della cosiddetta British Invasion e il suo stile si spostò gradualmente verso un pop più tradizionale, spesso con costruzioni elaborate che attingevano a diversi stili musicali. Il critico musicale John Harris ha affermato che Partridge ha esemplificato "un genere musicale molto british: la musica rock sradicata dal glamour e dall'abbagliamento della grande città, e rifusa come colonna sonora della vita in periferia, piccole città e il tipo di luoghi - come Swindon - che potrebbero essere più considerevoli, ma sono ancora considerati come parole d'ordine per speranze infrante e orizzonti limitati." Citò inoltre la canzone di Partridge del 1980 Respectable Street come una delle "composizioni più suggestive" della sua produzione.
Nel 1982, mentre gli XTC erano impegnati in una serie di esibizioni statunitensi a supporto dell'album English Settlement, si ritirarono definitivamente dalle tournée e dai concerti a causa dei sempre più frequenti attacchi di panico di Partridge e da allora divennero una band dedita allo studio di registrazione. In seguito, per un certo periodo, tra i fan e gli addetti ai lavori del settore musicale si vociferava che il gruppo avesse smesso di esibirsi a causa della morte di Partridge, e avvenne persino che alcune band americane presero parte a spettacoli tributo degli XTC in suo ricordo. Il gruppo inoltre incontrò molti problemi una volta scoperto che una cattiva gestione finanziaria li ha portati a una grave situazione debitoria nei confronti del fisco britannico per diverse centinaia di migliaia di sterline a causa di imposte non pagate. Partridge sostenne di essere rimasto con "circa 300 sterline sul conto, il che è davvero pesante quando hai una famiglia e tutti pensano che tu sia molto ricco e famoso".
Nel dicembre 1984, Partridge formò i The Dukes of Stratosphear, un alter ego degli XTC che immaginava come un simulacro delle "mie band preferite dal 1967 in poi". Registrarono soltanto due album, il mini-lp 25 O'Clock (1985) e Psonic Psunspot (1987), ed entrambi, abbastanza clamorosamente, surclassarono in vendite nel Regno Unito gli stessi album degli XTC The Big Express (1984) e Skylarking (1986). In questo periodo, Partridge iniziò ad affermarsi come produttore e compositore per diversi altri artisti. Tuttavia, la Virgin Records si rifiutò sistematicamente di consentire agli XTC di agire come produttori in proprio nonché qualsiasi impeto creativo nel firmare come registi i video musicali di diversi loro brani, il che a volte causava tensioni tra Partridge e chiunque fosse assegnato a produrre la band nei loro dischi. Secondo Partridge, in genere andava d'accordo con i produttori, con le sole eccezioni di Todd Rundgren su Skylarking e Gus Dudgeon su Nonsuch del 1992, ultimo album per la Virgin Records.
Negli anni '90, Partridge venne considerato come una sorta di "nume tutelare" del nascente movimento musicale del Britpop a causa del suo lavoro precedente con gli XTC. Dopo cinque anni di sciopero a causa di forti contrasti e controversie legali con la Virgin, una volta liberatisi dal vincolo contrattuale pubblicarono altri due album sulla loro nuova etichetta, la Idea Records, prima di prendersi una pausa nel 2006. Nel luglio 2008, Partridge scrisse a un giornalista di Swindon affermando che la sua "collaborazione musicale con Colin Moulding era da considerare terminata per ragioni troppo varie e personali per parlarne in questa sede, ma abbiamo fatto come si suol dire una buona carriera e prodotto ottimi lavori musicali."
Dopo la rottura di fatto - mai legalizzata - del gruppo, Partridge ha agito come curatore dell'eredità della band, supervisionando ristampe e rimasterizzazioni e mantenendo una presenza costante sul web. L'account Twitter ufficiale degli XTC (@xtcfans) era originariamente gestito dallo scrittore Todd Bernhardt. Secondo Partridge, dopo un po' di tempo, "In un certo senso l'ho preso in consegna, perché ho pensato che fosse strano che ci fosse un'altra persona a gestirlo". Nel 2016, Partridge e Bernhardt hanno pubblicato un libro, Complicated Game: Inside the Song of XTC che contiene conversazioni tra i due su 29 brani degli XTC, una traccia solista di Partridge e una panoramica del suo approccio alla composizione. È stato pubblicato in Inghilterra dalla Jawbone Press e in Italia è ancora inedito.

### Carriera solista e collaborazioni

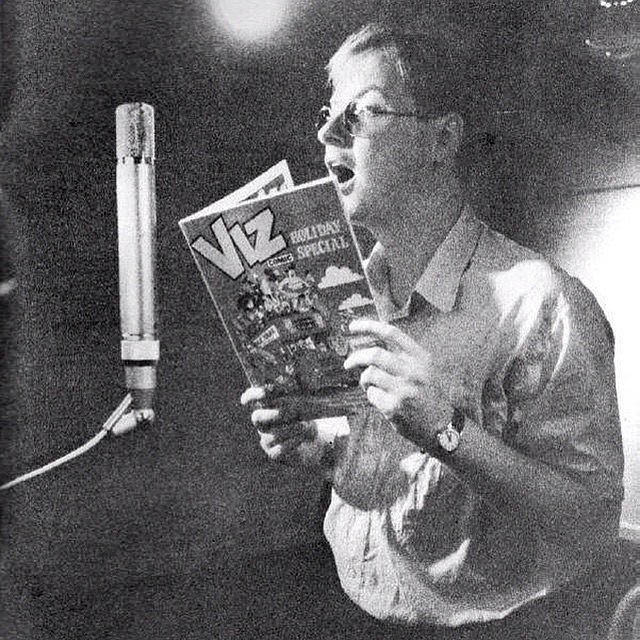
Partridge fotografato nello studio di registrazione nel 1988

Dagli anni '80 ha lavorato, come compositore e produttore discografico, per molti altri musicisti solisti o gruppi, tra cui Peter Blegvad, The Lilac Time, The Nines, Miles Kane, David Yazbek, Voice of the Beehive, The Woodentops, The Wallflowers, Perennial Divide, The Raiders e Charlotte Hatherley. In un'intervista del 2007 ha dichiarato: "Mi hanno chiesto regolarmente di produrre diversi gruppi o musicisti, ma ho detto di no a tutti; dopo un po', gli artisti smisero di chiedermi di fare questa cosa. Mi sono stancato di essere una sorta di assistente sociale. Ho scoperto inoltre che ciò aveva pochissimo a che fare con la musica [...] Penso anche che sia strano che tutti vogliano suonare di nuovo sullo stile del 1979".
Nel 1980, in collaborazione con il produttore John Leckie, pubblicò una raccolta di registrazioni di dub music effettuate dagli XTC per la Virgin Records chiamata Take Away / The Lure of Salvage, accreditandola con lo pseudonimo di "Mr. Partridge". Anche se nessun altro membro degli XTC è stato coinvolto nella realizzazione dell'album, Partridge non lo considera un lavoro da solista. La Virgin Records respinse la sua richiesta di pubblicarlo a nome del gruppo poiché ciò avrebbe causato la rescissione immediata del loro contratto discografico. Il Giappone fu l'unica nazione in cui il disco ebbe successo di pubblico, superando a livello di vendite tutti gli altri album degli XTC. Venne inoltre osannato dalla critica giapponese come un'opera di "genio elettronico".
Nel 1992 produsse registrazioni inedite per l'album dei Blur Modern Life Is Rubbish, pubblicato l'anno seguente, e fu sostituito da Stephen Street su insistenza della loro etichetta discografica, la Food. Secondo Partridge, non venne rimborsato delle spese sostenute per la produzione, ricevendo soltanto il pagamento per le session di registrazione a cui partecipò. Tre dei brani che ha prodotto sono stati successivamente pubblicati sul box set Blur 21. Nel 1993, Partridge ha registrato e prodotto un album con Martin Newell, The Greatest Living Englishman. Quando uscì in Giappone, venne accreditato a entrambi. L'album è stato ben accolto dalla critica e alla fine è diventato il più acclamato della carriera di Newell. Partridge scrisse inoltre quattro brani per la versione Disney di James and the Giant Peach (1996), ma è stato sostituito da Randy Newman a causa delle differenze creative tra il regista, Henry Selick e la Disney sulla scelta del compositore della colonna sonora e la pretesa della Disney di appropriarsi perennemente del copyright dei quattro brani da lui composti.
Dal 2002 al 2006 ha pubblicato versioni demo dei brani composti a suo nome come parte della serie di album Fuzzy Warbles sulla sua etichetta discografica personale, la Ape House Records, per la quale aveva già curato le remasterizzazioni degli album storici degli XTC. Ne vennero pubblicati otto volumi sui dodici progettati, raccolti in The Official Fuzzy Warbles Collectors Album che incluse un nono disco bonus intitolato Hinges. Partridge affermò che l'impulso per intraprendere quel progetto era la costante proliferazione di bootlegger che vendevano copie di bassa qualità del loro materiale. Aggiunse inoltre che la serie dei Fuzzy Warbles gli fece guadagnare più soldi dell'intero catalogo storico degli XTC per la Virgin.
Nel 2007 compose musica come parte di un trio noto come Monstrance, composto da Partridge alla chitarra, Barry Andrews (uno dei primi membri dell'XTC) alla tastiera e Martyn Barker alla batteria. Il gruppo ha pubblicato un album con lo stesso nome, oltre a un EP che era disponibile in download su Internet, noto come Fine Wires Humming a New Song. Nello stesso anno, collaborò ancora una volta con Barry Andrews per l'album degli Shriekback Glory Bumps.
Nel 2010 pubblicò un CD in edizione limitata con musiche ispirate all'attività dell'illustratore di fantascienza Richard M. Powers intitolato Powers. Nel 2012, contribuì con otto brani composti in coppia con Mike Keneally e pubblicato sull'album Wing Beat Fantastic, accreditato a Keneally. Nel 2016 scrisse una canzone, You Bring the Summer per l'album di reunion dei Monkees Good Times!, mentre due anni dopo, in un altro loro album, Christmas Party, venne incluso il suo brano Unwrap You at Christmas. È stato coinvolto nel progetto di reunion dei Monkees attraverso il manager della band, un ex giornalista che ha cercato di ripagarlo per un'intervista condotta decenni prima. Nel 2019, Partridge e Robyn Hitchcock hanno completato l'EP Planet England, che ebbe ben tredici anni di lavorazione. Nel 2020 lavora al suo nuovo album solista, dal titolo My Failed Songwriting Career, basato su brani scritti per altri artisti e mai da loro incisi, del quale saranno pubblicati due volumi tra il 2021 e il 2022 più un volume dedicato alle canzoni natalizie, My Failed Christmas Career. Nel dicembre 2023, interpellato insieme agli altri componenti originali del gruppo, chiude alla possibilità di una eventuale reunion degli XTC.

## Radio e televisione
Partridge dalla metà degli anni '80 si è esibito regolarmente sul primo programma radiofonico della BBC. Ha svolto anche attività di attore, interpretando tra gli altri un personaggio chiamato "Agony Andy", in una parodia nello spettacolo di Janice Long, ed impersonando con regolarità uno dei cavalieri della Tavola Rotonda in diverse altre trasmissioni. Nel 1987, ha diretto una puntata di uno spettacolo a quiz per bambini trasmesso dalla ITV Matchmakers. Nel 2004 ha composto il brano di punta della colonna sonora della serie televisiva prodotta dalla Fox Wonderfalls.

## Vita privata
Partridge si è sposato con Marianne Wyborn nel 1979 e divorziò da lei nel 1994. Hanno avuto due figli: Holly e Harry. Holly è cantante, chitarrista e compositrice del gruppo musicale al femminile The SheBeats, mentre Harry è un animatore che nel 2009 ha creato il cortometraggio comico, diffuso su web Saturday Morning Watchmen. Dopo il divorzio, Partridge ebbe una lunga relazione con la cantante americana Erica Wexler. Alcune canzoni scritte da lui scritte per gli XTC, tra cui Seagulls Screaming Kiss Her Kiss Her (1984) e Another Satellite (1986), vennero ispirate secondo lo stesso Partridge a diversi aspetti della loro relazione. Partridge incontrò la Wexler nei primi anni '80 ed iniziarono a frequentarsi nel 1994, poco dopo la separazione della donna dall'artista Roy Lichtenstein.
Partridge sperimentò la sinestesia uditiva, che usa nel suo processo di composizione. In interviste successive, ha ipotizzato che ciò potesse rientrare nello spettro autistico. All'età di 12 anni, venne diagnosticato professionalmente come "iperattivo" e gli fu prescritta una dose di Valium. In seguito ebbe una dipendenza dalla droga che è stata esacerbata dalle pressioni della sua carriera musicale. Dopo aver eliminato il farmaco nel 1981, ha sperimentato gravi effetti di astinenza che gli causarono attacchi di panico incontrollati e lo hanno portato al ritiro pressoché definitivo della carriera concertistica, nonché al ritiro degli XTC dalla tournée americana.
Nel 1992 soffrì di un'infezione all'orecchio che lo lasciò temporaneamente sordo e nel 2006, durante una delle session di registrazione di Monstrance, parte del suo udito venne cancellata a seguito della distruzione in un incendio dei nastri di registrazione con i quali stava incidendo l'album, che gli causò lo sviluppo di acufene grave e permanente. In seguito dichiarò di aver "contemplato di togliersi la vita, solo per bloccare lo sviluppo dell'acufene".

## Tematiche, credenze e altre attività
Oltre alla musica, Partridge è un appassionato collezionista, scultore e pittore di soldatini di piombo, un'ossessione che attribuisce alla madre che, colta da esaurimento nervoso, prima di essere ricoverata gettava via sistematicamente tutti i suoi giocattoli. Nel 1990, ha stimato di possedere migliaia di pezzi da quando ha iniziato la collezione nel 1979. Prima di allora, possedeva una grande collezione su un fumetto statunitense il cui personaggio principale gli ispirò nel 1980 il brano Sgt. Rock (It's Going To Help Me) incluso nell'album Black Sea, che in seguito dovette vendere a causa di un'infestazione di topi nella casa in cui viveva. Fece anche il progettista di giochi da tavolo, in special modo uno chiamato "Damn and Blast", e ad un certo punto iniziò a considerare di intraprendere una carriera come illustratore grafico. Molte delle copertine dei dischi degli XTC sono state progettate da lui. Secondo Partridge, in un'intervista del 1990, lui stesso contribuì a progettare giochi di ruolo ambientati nell'era della prima guerra mondiale e venduti da una "ditta non specificata che realizza questi personaggi di giochi riguardanti la guerra nell'Inghilterra del Nord".
L'argomento delle sue canzoni tocca spesso temi quali la politica, la religione, la città natale di Swindon, le carenze finanziarie, i lavori in fabbrica, gli insetti, i personaggi dei fumetti, la marineria (lui era figlio di un segnalatore della marina), la guerra e i rituali antichi. Disse che non si interessò alla politica fino al 1979 circa, quando votò per Margaret Thatcher "soltanto perché era una donna. Ero talmente ingenuo. Ora sono rimasto molto orientato verso la sinistra". Si identifica anche come ateo. Sul retro della copertina del disco Apple Venus Volume 1 (1999) c'è il Wiccan Rede, "Fai quello che vuoi ma non far del male a nessuno". Dichiarò di avere soltanto "un'infarinatura di conoscenza" sugli argomenti del Wiccan e aggiunse che era "interessato all'apprezzamento pre-cristiano della terra e dello spirito delle cose, agli spiriti delle cose animate e alle cose inanimate"
La canzone Dear God (1986) degli XTC, scritta da Partridge, fu da subito controversa per il suo messaggio considerato anti-religioso. Partridge ha affermato che la canzone non è riuscita a rappresentare i suoi veri sentimenti sulla religione, poiché la credenza umana è "un argomento talmente vasto da non poter essere espresso soltanto in una singola canzone". Sebbene sia ateo dichiarato, crede che il paradiso e l'inferno esistano a livello di metafora. Un'altra delle sue canzoni, "Season Cycle", sempre tratta da Skylarking (1986) come quella precedente, includeva il distico "Tutti dicono, unisciti alla nostra religione, vai in paradiso / dico, no grazie, perché benedici la mia anima, sono già lì!" Spiegando il testo "fai quello che vuoi fare / semplicemente non fare del male a nessuno" dalla sua canzone Garden of Earthly Delights, inclusa nell'album Oranges & Lemons (1989), ha detto: "Sono sicuro [...] cos'è il paradiso, davvero [...] non sto facendo del male a nessuno."

## Influenze musicali
Come affermato da Partridge, gli artisti che hanno esercitato su di lui particolare fonte ispiratrice includono Burt Bacharach, Captain Beefheart, Alice Cooper, Ray Davies, John French, Johnny and the Hurricanes, John Lennon, The Mahavishnu Orchestra, Paul McCartney, The Monkees, i New York Dolls, il brano Ornitology (1946) di Charlie Parker, i Pink Fairies, Judee Sill, The Stooges, Emergency! di The Tony Williams Lifetime e Brian Wilson.
Gli artisti che invece lo hanno specificatamente citato includono Danny Elfman in Oingo Boingo, John Frusciante dei Red Hot Chili Peppers (specialmente nell'album By the Way), Keiichi Suzuki dei Moonriders (in particolare nella colonna sonora della serie di videogiochi Mother) e Steven Wilson dei Porcupine Tree.

## Discografia

### Lavori solisti
- 2002 – Fuzzy Warbles Volume 1
- 2002 – Fuzzy Warbles Volume 2
- 2003 – Fuzzy Warbles Volume 3
- 2003 – Fuzzy Warbles Volume 4
- 2004 – Fuzzy Warbles Volume 5
- 2004 – Fuzzy Warbles Volume 6
- 2006 – Fuzzy Warbles Volume 7
- 2006 – Fuzzy Warbles Volume 8
- 2006 – The Official Fuzzy Warbles Collector's Album
- 2006 – Hinges
- 2010 – Powers (come A. J. Partridge)
- 2018 – Apples & Oranges/Humanoid Boogie (EP)
- 2021 – My Failed Songwriting Career Volume 1
- 2022 – My Failed Songwriting Career Volume 2
- 2022 – My Failed Christmas Career Volume 1

### Collaborazioni
- 1993 – Through the Hill (Andy Partridge e Harold Budd)
- 2003 – Orpheus - The Lowdown (Peter Blegvad e Andy Partridge)
- 2007 – Monstrance (come Monstrance)
- 2007 – Fine Wires Humming a New Song EP (come Monstrance)
- 2012 – Gonwards (Peter Blegvad e Andy Partridge)
- 2019 – Planet England EP (Robyn Hitchcock e Andy Partridge)

### Produttore
- 1983 – Peter Blegvad - The Naked Shakespeare
- 1987 – Saeko Suzuki - Studio Romantic
- 1990 – The Mission - Grains of Sand
- 1990 – The Lilac Time - & Love for All
- 1993 – Martin Newell - The Greatest Living Englishman